# Завземане: Далас
Завземане: Далас е главно кеч шоу в сериите Завземане от 1 април 2016 г., продуцирано от WWE, представящо неговата развиваща се марка NXT, предавано на живо по WWE Network.
Провежда се в Kay Bailey Hutchison Convention Center в Далас, Тексас, по време на КечМания 32 уикенда. Това е първото шоу в сериите на Завземане, излъчено на живо по мрежата по време на КечМания уикенда и първото за 2016.

## Продукция

### Заден план
Кеч сериите Завземане започнаха от 29 май 2014 като марката на WWE, WWE NXT излъчиха второ събитие по Мрежата на WWE, обявено като Завземане. В последващи месеци „Завземане“ стана марка, използвана за техните NXT събития на живо, тъй като водеха Завземане: Фатална четворка, Завземане: Р Еволюция, Завземане: Враг и Завземане: Неудържими. След това Завземане: Бруклин 2015 беше първото шоу на Завземане извън Full Sail University. Между Завземане: Лондон и Завземане: Бруклин 2015, Завземане: Респект се проведе на 7 октомври. Завземане: Лондон беше първото Завземане извън САЩ. Завземане: Далас беше деветото подред шоу под името Завземане и първото за 2016.

### Сюжети
Завземане: Далас включва кеч мачове с участието на различни борци от вече съществуващи сценични вражди и сюжетни линии, които се изиграват по NXT. Борците са добри или лоши, тъй като те следват поредица от събития, които са изградили напрежение и кулминират в мач или серия от мачове.
На Завземане: Лондон, Фин Балър успешно защити Титлата на NXT срещу Самоа Джо. На същото събитие, Барън Корбин победи Аполо Крус и обяви намеренията си за титлата на NXT, но Сами Зейн се завърна от травма и също искаше шанс за титлата. Това доведе до мач Трайна заплаха между Корбин, Зейн и Джо, която се проведе на 27 януари в епизод на NXT за определяне на главен претендент за титлата на NXT. Мача приключи, без победител, когато Корбин се предаде от Захапката на акулата на Зейн и Кръстосаните ръце на Джо по едно и също време. Зейн и Джо се срещнаха взаимно в друг мач за главен претендент на 17 февруари в епизод на NXT, където мача приключи с равенство, когато и двете рамена на двамата бяха приковани. На 9 март в епизод на NXT по WWE Network, Сами Зейн се би с Самоа Джо в мач два от три туша за определяне на главен претендент за Титлата на NXT, следователно той ще се бие с Фин Балър за NXT Титлата.

На 2 март 2016, в епизод на NXT, Остин Ейрис направи своя дебют, но докато вървеше към ринга Барън Корбин атакува Ейрис. Главният Мениджър на NXT Уилям Ригал обяви на следващата седмица, че двамата ще се срещнат в мач на Завземане: Далас.
На 16 март 2016, в епизод на NXT, Ригал обяви че Зейн ще се бие с Шинске Накамура на Завземане.
Също на 16 март 2016, в епизода на NXT, Американска Алфа победи Водевилните за да станат главни претенденти за Отборните титли на NXT. Те ще срещнат Възраждане, които победиха Ензо Аморе и Колин Касиди за титлите на Препятствие на пътя.
След като Бейли запази Титлата при жените на NXT срещу Ная Джакс на Завземане: Лондон, се проведе женска кралска битка на 13 януари в епизод на NXT за определяне на главен претендент за титлата при жените, който беше спечелен от Кармела след като елиминира последна Ива Мари. Бейли успешно защити титлата при жените на 10 февруари в епизод на NXT. Кармела беше пребита след мача от Мари и Ная Джакс, и с помощ от Бейли враждуваха с тях, докато необичайна помощ от Аска, която помогна с враждата им с Мари и Джакс, след като се обърна към Бейли и титлата при жените, показвайки предизвикателство за титлата. След като Бейли и Аска победиха Мари и Джакс в отборен мач на 16 март в епизод на NXT, Главният мениджър Уилям Ригал обяви, че Бейл ще защитава Титлата при жените срещу Аска на Завземане: Далас

## Резултати
| № | Резултати                                                                                           | Правила                                       | Време |
| --- | --------------------------------------------------------------------------------------------------- | --------------------------------------------- | ----- |
| 1Т | Мани Андраде победи Кристофър Джирард                                                               | Индивидуален мач                              | N/A   |
| 2N | Аполо Крус победи Илайъс Самсън                                                                     | Индивидуален мач                              | 12:05 |
| 3 | Американска Алфа (Джейсън Джордан и Чад Гейбъл) победиха Възраждане (Скот Доусън и Даш Уайлдър) (ш) | Отборен мач за Отборните титли на NXT         | 15:12 |
| 4 | Остин Ейрис победи Барън Корбин                                                                     | Индивидуален мач                              | 10:44 |
| 5 | Шинске Накамура победи Сами Зейн                                                                    | Индивидуален мач                              | 20:07 |
| 6 | Аска победи Бейли (ш) чрез техническо предаване                                                     | Индивидуален мач за Титлата при жените на NXT | 15:23 |
| 7 | Фин Бáлор (ш) победи Самоа Джо                                                                      | Индивидуален мач за Титлата на NXT            | 16:21 |
| - (ш) – указва шампиона/шампионите в мача - Т – показва, че мача е тъмен - N – показва, че мача е записан за бъдещ епизод на NXT | |                                               |       |